# Орфеи, Энрико
Энрико Орфеи (итал. Enrico Orfei; 23 октября 1800, Орвието, Папская область — 22 декабря 1870, Равенна, королевство Италия) — итальянский кардинал. Епископ Чезены с 11 сентября 1848 по 23 марта 1860. Архиепископ Равенны с 23 марта 1860 по 22 декабря 1870. Кардинал-священник с 15 марта 1858, с титулом церкви Санта-Бальбина с 18 марта 1858.